# 200 mètres quatre nages féminin aux championnats du monde de natation 2023
Cet article traite de l'épreuve féminine. Pour la compétition masculine, voir 200 mètres quatre nages masculin aux championnats du monde de natation 2023.
Le 200 mètres quatre nages féminin est une épreuve de natation sportive des championnats du monde de natation 2023. Elle a lieu les 23 et 24 juillet 2023 à Fukuoka au Japon.

## Records
Avant cette compétition, les records dans cette discipline étaient :
| Record du monde       | 2 min 6 s 12 | Katinka Hosszú | 3 août 2015 | Kazan, Russie |
| Record du championnat | 2 min 6 s 12 | Katinka Hosszú | 3 août 2015 | Kazan, Russie |

## Résultats détaillés
Les 16 meilleurs temps se qualifient pour les demi-finales (Q), puis les 8 meilleurs demi-finalistes passent en finale (F).

### Séries
| Rang | Série | Ligne | Nageuse               | Pays            | Temps         | Commentaire        |
| ---- | ----- | ----- | --------------------- | --------------- | ------------- | ------------------ |
| 1    | 4     | 4     | Kate Douglass         | États-Unis      | 2 min 9 s 17  | Q                  |
| 2    | 2     | 4     | Kaylee McKeown        | Australie       | 2 min 9 s 50  | Q                  |
| 3    | 2     | 3     | Mary-Sophie Harvey    | Canada          | 2 min 9 s 65  | Q                  |
| 3    | 3     | 4     | Alex Walsh            | États-Unis      | 2 min 9 s 65  | Q                  |
| 5    | 4     | 5     | Yu Yiting             | Chine           | 2 min 9 s 66  | Q                  |
| 6    | 4     | 3     | Jenna Forrester       | Australie       | 2 min 9 s 79  | Q                  |
| 7    | 2     | 6     | Ye Shiwen             | Chine           | 2 min 9 s 81  | Q                  |
| 8    | 4     | 6     | Sara Franceschi       | Italie          | 2 min 10 s 68 | Q                  |
| 9    | 2     | 2     | Yui Ōhashi            | Japon           | 2 min 10 s 80 | Q                  |
| 10   | 2     | 5     | Anastasia Gorbenko    | Israël          | 2 min 10 s 88 | Q                  |
| 11   | 4     | 7     | Rebecca Meder         | Afrique du Sud  | 2 min 10 s 95 | Q, Record national |
| 12   | 3     | 3     | Katie Shanahan        | Grande-Bretagne | 2 min 11 s 26 | Q                  |
| 13   | 3     | 5     | Marrit Steenbergen    | Pays-Bas        | 2 min 11 s 31 | Q                  |
| 14   | 3     | 6     | Kim Seo-yeong         | Corée du Sud    | 2 min 11 s 50 | Q                  |
| 15   | 3     | 2     | Mio Narita            | Japon           | 2 min 11 s 69 | Q                  |
| 16   | 4     | 8     | Ellen Walshe          | Irlande         | 2 min 12 s 83 | Q                  |
| 17   | 2     | 7     | Fantine Lesaffre      | France          | 2 min 13 s 28 |                    |
| 18   | 4     | 2     | Charlotte Bonnet      | France          | 2 min 13 s 28 |                    |
| 19   | 3     | 7     | Dalma Sebestyén       | Hongrie         | 2 min 13 s 32 |                    |
| 20   | 3     | 8     | Kristen Romano        | Porto Rico      | 2 min 13 s 94 |                    |
| 21   | 4     | 1     | Lea Polonsky          | Israël          | 2 min 14 s 05 |                    |
| 22   | 3     | 1     | Emma Carrasco         | Espagne         | 2 min 15 s 11 |                    |
| 23   | 1     | 4     | Ieva Maļuka           | Lettonie        | 2 min 15 s 33 | Record national    |
| 24   | 2     | 8     | Tamara Potocká        | Slovaquie       | 2 min 15 s 41 |                    |
| 25   | 2     | 1     | Bruna Monteiro        | Brésil          | 2 min 15 s 65 |                    |
| 26   | 4     | 0     | Letitia Sim           | Singapour       | 2 min 17 s 20 |                    |
| 27   | 2     | 0     | Stefania Gomez        | Colombie        | 2 min 17 s 21 |                    |
| 28   | 2     | 9     | McKenna DeBever       | Pérou           | 2 min 17 s 33 |                    |
| 29   | 3     | 0     | Florencia Perotti     | Argentine       | 2 min 17 s 73 |                    |
| 30   | 4     | 9     | Kamonchanok Kwanmuang | Thaïlande       | 2 min 18 s 02 |                    |
| 31   | 1     | 3     | Alondra Ortiz         | Costa Rica      | 2 min 19 s 91 |                    |
| 32   | 3     | 9     | Chloe Cheng           | Hong Kong       | 2 min 21 s 25 |                    |
| 33   | 1     | 5     | Nicole Frank          | Uruguay         | 2 min 21 s 89 |                    |
| 34   | 1     | 6     | Zaylie Thompson       | Bahamas         | 2 min 25 s 36 |                    |

### Demi-finales
| Rang | Série | Ligne | Nageuse            | Pays            | Temps         | Commentaire  |
| ---- | ----- | ----- | ------------------ | --------------- | ------------- | ------------ |
| 1    | 1     | 5     | Alex Walsh         | États-Unis      | 2 min 8 s 27  | F            |
| 2    | 2     | 3     | Yu Yiting          | Chine           | 2 min 9 s 04  | F            |
| 3    | 2     | 1     | Marrit Steenbergen | Pays-Bas        | 2 min 9 s 30  | F            |
| 4    | 1     | 3     | Jenna Forrester    | Australie       | 2 min 10 s 03 | F            |
| 5    | 2     | 2     | Yui Ōhashi         | Japon           | 2 min 10 s 32 | F            |
| 6    | 2     | 4     | Kate Douglass      | États-Unis      | 2 min 10 s 38 | F            |
| 7    | 2     | 6     | Ye Shiwen          | Chine           | 2 min 10 s 57 | F            |
| 8    | 1     | 2     | Anastasia Gorbenko | Israël          | 2 min 10 s 62 | F            |
| 9    | 1     | 8     | Ellen Walshe       | Irlande         | 2 min 10 s 92 |              |
| 10   | 2     | 7     | Rebecca Meder      | Afrique du Sud  | 2 min 11 s 16 |              |
| 11   | 2     | 5     | Mary-Sophie Harvey | Canada          | 2 min 11 s 47 |              |
| 12   | 2     | 8     | Mio Narita         | Japon           | 2 min 12 s 24 |              |
| 13   | 1     | 1     | Kim Seo-yeong      | Corée du Sud    | 2 min 12 s 91 |              |
| -    | 1     | 4     | Kaylee McKeown     | Australie       | Disqualifiée  | Disqualifiée |
| -    | 1     | 6     | Sara Franceschi    | Italie          | Disqualifiée  | Disqualifiée |
| -    | 1     | 7     | Katie Shanahan     | Grande-Bretagne | Disqualifiée  | Disqualifiée |

### Finale
| Rang               | Ligne | Nageuse            | Pays       | Temps         |
| ------------------ | ----- | ------------------ | ---------- | ------------- |
| Médaille d'or      | 7     | Kate Douglass      | États-Unis | 2 min 7 s 17  |
| Médaille d'argent  | 4     | Alex Walsh         | États-Unis | 2 min 7 s 97  |
| Médaille de bronze | 5     | Yu Yiting          | Chine      | 2 min 8 s 74  |
| 4                  | 6     | Jenna Forrester    | Australie  | 2 min 8 s 98  |
| 5                  | 8     | Anastasia Gorbenko | Israël     | 2 min 10 s 08 |
| 6                  | 2     | Yui Ōhashi         | Japon      | 2 min 11 s 27 |
| 7                  | 3     | Marrit Steenbergen | Pays-Bas   | 2 min 11 s 89 |
| 8                  | 1     | Ye Shiwen          | Chine      | 2 min 14 s 27 |